# São Miguel de Poiares

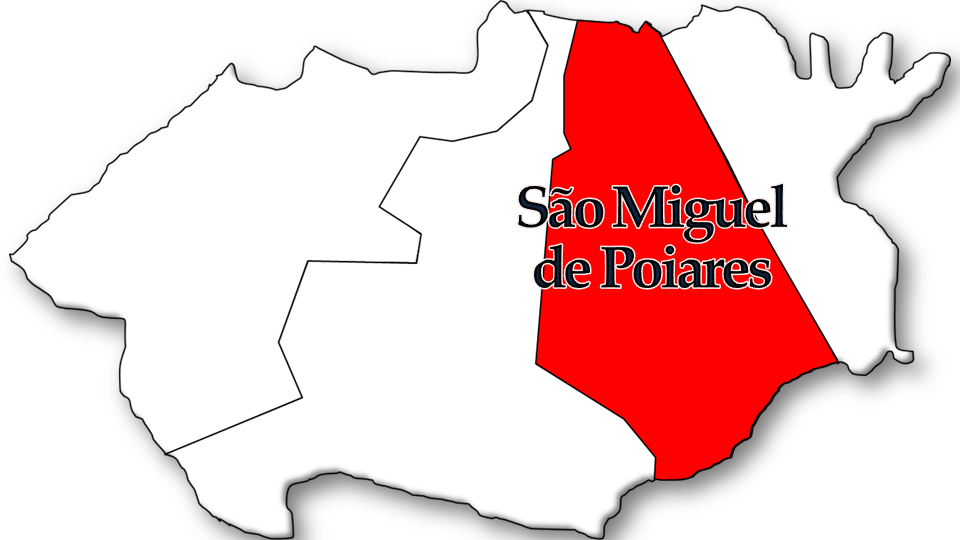
Localização da freguesia no município de Vila Nova de Poiares

São Miguel de Poiares é uma freguesia portuguesa do município de Vila Nova de Poiares, com 20,54 km² de área e 1299 habitantes (censo de 2021). A sua densidade populacional é 63,2 hab./km².

## Demografia
A população registada nos censos foi:
| Distribuição da População por Grupos Etários | Distribuição da População por Grupos Etários | Distribuição da População por Grupos Etários | Distribuição da População por Grupos Etários | Distribuição da População por Grupos Etários |
| -------------------------------------------- | -------------------------------------------- | -------------------------------------------- | -------------------------------------------- | -------------------------------------------- |
| Ano                                          | 0-14 Anos                                    | 15-24 Anos                                   | 25-64 Anos                                   | > 65 Anos                                    |
| 2001                                         | 262                                          | 234                                          | 740                                          | 245                                          |
| 2011                                         | 190                                          | 137                                          | 731                                          | 273                                          |
| 2021                                         | 155                                          | 129                                          | 664                                          | 351                                          |

## Património
- Igreja Matriz de São Miguel de Poiares
- Conjunto Arquitectónico de Valor Concelhio

## Equipamentos
- Complexo de piscinas do Recreio da Fraga[5]